# Les Emmurés
Pour plus de détails, voir Fiche technique et Distribution.
Les Emmurés (Walled In), est un thriller américano-franco-canadien réalisé par Gilles Paquet-Brenner, sorti pour la première fois au cinéma aux États-Unis le 17 mars 2009, mettant en scène Mischa Barton. Le film est basé sur le best-seller français Les Emmurés de Serge Brussolo (1990) et a été tourné en Saskatchewan, au Canada.

## Synopsis
Samantha est une jeune femme qui vient d'obtenir son diplôme d'architecte. Son père, propriétaire d'une entreprise de démolition, lui fait un cadeau : elle doit superviser la démolition d'un immeuble, et si elle accomplit sa mission avec succès, elle deviendra son associée.
Samantha se rend donc au Malestrazza Building (bâtiment au nom de son architecte, Joseph Malestrazza), un immeuble mystérieux situé au milieu de nulle part. Arrivée sur place, elle est accueillie par la gardienne, Mary Sutter, et par le fils de celle-ci, Jimmy. Mary invite Samantha à loger dans un des appartements, et demande à Jimmy de l'y conduire. En cours de chemin, Jimmy énonce quelques règles à Samantha, notamment que le huitième étage est interdit, et qu'elle ne doit pas se rendre sur le toit.
Au cours d'une discussion, Mary apprend avec étonnement que Samantha ne connait pas l'histoire de l'immeuble, et lui dit que c'est en fait mieux ainsi. Le lendemain, Samantha commence son travail, et s'aperçoit que le plan de l'immeuble est inexact. Curieuse, elle se rend sur le toit et trouve la cachette de Jimmy. Comme celui-ci est absent, elle fouille dans ses affaires et lit son journal, où il parle d'elle-même. Plus tard, Samantha découvre l'histoire de l'immeuble : des années auparavant, seize résidents y ont été retrouvés emmurés, dont Malestrazza, l'homme qui a construit l'immeuble...

## Fiche technique
- Titre francophone : Les Emmurés
- Titre d'origine : Walled In
- Réalisation : Gilles Paquet-Brenner
- Scénario : Gilles Paquet-Brenner, Rodolphe Tissot et Olivier Volpi, d'après le roman de Serge Brussolo.
- Production : Kevin DeWalt
- Musique : David Kristian
- Décors : Karim Hussain
- Pays d'origine :  États-Unis,  France,  Canada
- Langues d'origine : anglais, français.
- Genre : thriller
- Durée : 1 h 30 min
- Budget : 8 millions de $
- Dates de sortie : 
  - 19 juin 2009 - Mexique
  - 17 mars 2009 - États-Unis, Canada
  - 5 septembre 2012 - France (en DVD)
- Public : Interdit aux moins de 12 ans (France), -15 (USA).

## Distribution
- Mischa Barton : Samantha
- Cameron Bright : Jimmy
- Deborah Kara Unger : Mary
- Pascal Greggory : Joseph Malestrazza
- Noam Jenkins : Peter
- Tim Allen : l'officier de police
- Darla Biccum : Liz Walczak
- Eugene Clark : Burnett